# Émile de Lalieux de La Rocq
 (août 2012).
Emile de Lalieux de La Rocq, né le 25 novembre 1862 et mort le 7 septembre 1918, est un homme politique belge.

## Biographie

### Vie politique
Émile de Lalieux de la Rocq est né à Nivelles le 25 novembre 1862. Il était en son temps un des pionniers de la démocratie chrétienne belge. Docteur en droit de l'université catholique de Louvain, de noblesse terrienne, il consacra sa jeunesse à s'occuper de la classe laborieuse.
Président de la Jeune garde catholique et de la Ligue des capacitaires de Nivelles, il créa dès 1889 ce genre d'organisation dans tout l'arrondissement de Nivelles. Grâce à la Ligue des capacitaires, de Lalieux ouvrit le chemin des urnes aux jeunes ouvriers.
En 1890, il épousa la fille du sénateur Alfred Simonis.
Émile de Lalieux s'investit dans la vie politique locale. Il intégra le conseil communal de Nivelles le 19 octobre 1890 et devint échevin le 6 avril 1891.
La même année, le pape Léon XIII encouragea le catholicisme social. Lalieux créa en province de Brabant la Ligue démocratique. Celle-ci regroupa les différentes œuvres sociales catholiques à tendances démocratiques. Toujours plus social, de Lalieux milite pour le vote plural et réclame l'intervention de l'État en matière sociale ainsi que l'élaboration d'une législation du travail. Un militantisme qui le mène au sein de la Chambre des représentants qu'il intègre en 1896. Émile de Lalieux est également bourgmestre de Nivelles entre 1905 et 1915.

### Victime de la Première Guerre mondiale
Pendant la Première Guerre mondiale, son fils Louis s'engage comme infirmier au service infirmier de Nivelles. Il devient volontaire de guerre et est blessé au front le 18 juillet 1916. Hospitalisé près d'un mois, il retourne au front. Un an après sa première blessure, il est mortellement touché. Il meurt le 14 septembre 1917, à peine âgé de 23 ans.
Le bourgmestre de Nivelles connaît la captivité pour avoir distribué des secours aux ouvriers du chemin de fer refusant de travailler pour l'occupant, et ne pas avoir livré aux Allemands la liste des chômeurs de la ville. Émile de Lalieux est emprisonné pendant quatre mois à Nivelles avant d'être déporté en Allemagne comme « indésirable ». Il tombe gravement malade et est transféré en Suisse, à Ouchy-Lausanne, où il meurt le 7 septembre 1918.

## Source
- Paul van Molle, Het Belgisch Parlement, 1894-1972, Antwerpen, 1972.